# Liste der Baudenkmäler in Motten (Bayern)
Auf dieser Seite sind die Baudenkmäler in der unterfränkischen Gemeinde Motten zusammengestellt. Diese Tabelle ist eine Teilliste der Liste der Baudenkmäler in Bayern. Grundlage ist die Bayerische Denkmalliste, die auf Basis des Bayerischen Denkmalschutzgesetzes vom 1. Oktober 1973 erstmals erstellt wurde und seither durch das Bayerische Landesamt für Denkmalpflege geführt wird. Die folgenden Angaben ersetzen nicht die rechtsverbindliche Auskunft der Denkmalschutzbehörde.
 Diese Liste gibt den Fortschreibungsstand vom 15. April 2020 wieder und enthält 29 Baudenkmäler.

## Baudenkmäler nach Ortsteilen

### Kothen
| Lage                             | Objekt                                                  | Beschreibung | Akten-Nr.     | Bild           |
| -------------------------------- | ------------------------------------------------------- | --- | ------------- | -------------- |
| Auersbergstraße (Standort)       | Wegkreuz                                                | Kruzifix auf Postament mit Inschrift, Sandstein, bezeichnet „1764“                                                                                          | D-6-72-134-12 | weitere Bilder |
| Auersbergstraße 10 (Standort)    | Wegkreuz                                                | Kruzifix auf Postament mit Inschrift, Kunststein, bezeichnet „1894“                                                                                         | D-6-72-134-18 | weitere Bilder |
| Eisenhammer 1 (Standort)         | Bildstock                                               | Relieftafel mit Madonnendarstellung in Medaillon, auf Vierkantpfeiler mit Inschrift, Sandstein, bezeichnet „1920“                                           | D-6-72-134-13 | weitere Bilder |
| Heubacher Straße (Standort)      | Friedhofskreuz                                          | Kruzifix auf Postament mit Inschrift, Sandstein, 1863 | D-6-72-134-14 | weitere Bilder |
| Hohläcker (Standort)             | Bildstock                                               | Relieftafel mit stilisierter Kreuzigungsgruppe, auf Säule über Postament, Sandstein, 1766                                                                   | D-6-72-134-16 | BW             |
| Horst (Standort)                 | Säulenbildstock                                         | Aufsatz mit vier Rundbogennischen, zwei mit verwitterten Bildtafeln aus Metall, Sandstein, bezeichnet „1746“                                                | D-6-72-134-15 | BW             |
| Kirchgasse 7 (Standort)          | Katholische Pfarrkirche St. Matthäus                    | Saalbau mit eingezogenem Chor und nordöstlichem Chorturm, dieser im Kern mittelalterlich, Langhaus von 1753, Querhausbau von 1973; mit Ausstattung          | D-6-72-134-11 | weitere Bilder |
| Kirchgasse 7 (Standort)          | Kriegerdenkmal für die Gefallenen der beiden Weltkriege | Kruzifix auf Postament mit Inschrift, Sandstein 1766, flankiert von zwei ruhenden Löwen, dahinter vier Bronzetafeln mit den Namen der Gefallenen, nach 1945 | D-6-72-134-11 | weitere Bilder |
| Nähe Heubacher Straße (Standort) | Kriegerdenkmal für 1870/71                              | Soldatenfigur auf hohem Sockel mit Lorbeerkranz und Inschrift, gestiftet von Graf von Batten aus Gersfeld, Sandstein, bezeichnet „1913“                     | D-6-72-134-27 | weitere Bilder |
| Nähe Veyegasse (Standort)        | Heiligenfigur                                           | Figur des Heiligen Wendelin auf Postament mit Inschrift, Sandstein, bezeichnet „1929“                                                                       | D-6-72-134-17 | BW             |
| Quackhof; Serpentinenweg ()      | Bildstock                                               | Mit Marienfigur; nicht nachqualifiziert, im Bayerischen Denkmal-Atlas nicht kartiert                                                                        | D-6-72-134-19 |                |

### Motten
| Lage                                  | Objekt                                                        | Beschreibung | Akten-Nr.     | Bild                               |
| ------------------------------------- | ------------------------------------------------------------- | --- | ------------- | ---------------------------------- |
| Am Berg (Standort)                    | Wegkreuz                                                      | Kruzifix auf Postament mit Inschriftenkartusche und Rocailleschmuck, Sandstein, bezeichnet „1752“ | D-6-72-134-6  | weitere Bilder                     |
| Am Kirchberg 8 (Standort)             | Katholische Pfarrkirche St. Bartholomäus                      | Chorturm Ende 16. Jahrhundert, in den Neubau von 1966 einbezogen; mit Ausstattung | D-6-72-134-1  | weitere Bilder                     |
| Am Kirchberg 8 (Standort)             | Friedhofskreuz                                                | Kruzifix auf Postament mit Inschrift, Sandstein, bezeichnet 1834 | D-6-72-134-1  | weitere Bilder                     |
| Am Kirchberg 8 (Standort)             | Grabmal des Pfarrers Vater                                    | In Form eines Bildstocks, Relieftafel mit Figurennische, darin Jesus als Guter Hirte, auf Vierkantsockel mit Inschrift über Postament, Sandstein, bezeichnet „1920“                                                                                               | D-6-72-134-1  | weitere Bilder                     |
| Am Kirchberg 8 (Standort)             | Bildstock                                                     | Relieftafel mit Satteldach und Darstellung einer Schutzmantelmadonna, auf Vierkantsockel über kastenartigem Postament mit Inschrift, Sandstein, bezeichnet „1850“; nicht nachqualifiziert, im Bayerischen Denkmal-Atlas nicht kartiert                            | D-6-72-134-7  | BW                                 |
| Brückenauer Straße (Standort)         | Kilometerstein                                                | Geböschter Rundpfeiler mit Entfernungsangaben, nach 1872 | D-6-72-134-30 | weitere Bilder                     |
| Brückenauer Straße 8 (Standort)       | Brauereigasthof                                               | Zweigeschossiger, giebelständiger Massivbau mit verputztem Fachwerkobergeschoss und Halbwalm, 1823 | D-6-72-134-2  | weitere Bilder                     |
| Brückenauer Straße 16 (Standort)      | Ehemaliges Amtshaus der Abtei Fulda                           | Zweigeschossiger, verputzter Massivbau mit Mansarddach, 18. Jahrhundert | D-6-72-134-3  | weitere Bilder                     |
| Häg in der Buch ()                    | Bildstock                                                     | Relieftafel mit Darstellung der 14 Nothelfer und des Blutes Christi von Walldürn, auf Rundsäule mit Volutenkapitell über kastenartigem Postament mit Inschrift, Sandstein, bezeichnet „1762“; nicht nachqualifiziert, im Bayerischen Denkmal-Atlas nicht kartiert | D-6-72-134-10 |                                    |
| Häuschenschlag (Standort)             | Ehemaliges Jagdhaus, sogenannte Hohekammer                    | Eingeschossiger Sandsteinquaderbau mit Satteldach, erste Hälfte 19. Jahrhundert | D-6-72-134-29 | weitere Bilder                     |
| Nähe Brückenauer Straße (Standort)    | St.-Nepomuk-Statue                                            | Freifigur des Heiligen Nepomuk auf Postament mit Inschriftenkartusche und Rocailleschmuck, Sandstein, bezeichnet „1755“ | D-6-72-134-4  | weitere Bilder                     |
| Lindenstraße (Standort)               | Bildstock                                                     | Relieftafel mit profiliertem Rundbogen und Kreuzigungsdarstellung, auf Säule mit Volutenkapitell über Postament, Sandstein, bezeichnet „1719“ | D-6-72-134-5  | weitere Bilder                     |
| Nähe Am Fuldaer Kreuz (Standort)      | Kreuzigungsgruppe                                             | Kruzifix flankiert von den Assistenzfiguren Maria und Johannes, sämtliche auf Postamenten mit Inschriftenkartuschen, Sandstein, bezeichnet „1762“ | D-6-72-134-8  | Kreuzigungsgruppe                  |
| Unterer Grund (Standort)              | Gedenkstein, sogenannter Mordstein                            | In Form eines Bildstockes, Aufsatz mit Gusstafel des Kreuztragenden im Brustbild, auf Vierkantsockel mit Inschrift, über Postament, Sandstein und Gussstein, bezeichnet „1921“                                                                                    | D-6-72-134-9  | Gedenkstein, sogenannter Mordstein |
| Uttrichshausener Straße 22 (Standort) | Ehemalige Mühle, sogenannte Streitenbergsmühle: Mühlengebäude | Zweigeschossiger Satteldachbau, mit massivem Sockelgeschoss aus Sandsteinquadern, verschindelt, Mitte 19. Jahrhundert; technische Ausstattung, 20. Jahrhundert | D-6-72-134-26 | weitere Bilder                     |
| Uttrichshausener Straße 22 (Standort) | Ehemalige Mühle: Wirtschaftsgebäude                           | Eingeschossiger Massivbau mit Satteldach, Bruchsteinmauerwerk, wohl gleichzeitig | D-6-72-134-26 | weitere Bilder                     |
| Uttrichshausener Straße 22 (Standort) | Bildstock                                                     | Relieftafel mit kielbogigem Abschluss und Darstellung einer Pietà, auf Rundsäule mit Weinrankenornamentik über Postament, Sandstein, bezeichnet „1731“ | D-6-72-134-26 | BW                                 |

### Speicherz
| Lage                         | Objekt                              | Beschreibung | Akten-Nr.     | Bild           |
| ---------------------------- | ----------------------------------- | --- | ------------- | -------------- |
| Haube ()                     | Grenzsteine                         | 47 Steine mit hessisch-nassauischem und fuldischem Wappenrelief, Nummerierung und Jahreszahl, entlang der hessischen Grenze, bezeichnet „1729“ sowie „1873“ (Jahreszahl der Neuvermessung); nicht nachqualifiziert, im Bayerischen Denkmal-Atlas nicht kartiert | D-6-72-134-23 |                |
| Hauptstraße 17 (Standort)    | Wirtshausschild Gasthof zum Biber   | Biedermeierlich, Schmiedeeisen, erste Hälfte 19. Jahrhundert | D-6-72-134-20 | weitere Bilder |
| Hauptstraße 33 (Standort)    | Bildstock                           | Aufsatz mit Bogendach und flachem Kreuzigungsrelief, darunter Würfelblockkapitell mit Jahreszahl, auf Säule über Postament, Sandstein, bezeichnet „1848“ | D-6-72-134-21 | weitere Bilder |
| Kreisstraße KG 24 (Standort) | Flurkreuze, sogenannte Wetterkreuze | Einfache lateinische Kreuze, östlich, südlich und nordwestlich des Ortes, Sandstein, 18. Jahrhundert | D-6-72-134-25 | BW             |
| Schulstraße 6 (Standort)     | Filialkirche St. Josef              | Saalbau mit eingezogenem Chor und nördlichem Turm, im barockisierenden Heimatstil, von L. Imhof und Hofmann, 1925; mit Ausstattung | D-6-72-134-28 | weitere Bilder |
| Schulstraße 8 (Standort)     | Friedhofskreuz                      | Kruzifix auf Postament mit Inschrift, Sandstein, 1828 | D-6-72-134-22 | weitere Bilder |